# Rhipidoglossum candidum
Rhipidoglossum candidum är en orkidéart som först beskrevs av Phillip James Cribb, och fick sitt nu gällande namn av Karlheinz Senghas. Rhipidoglossum candidum ingår i släktet Rhipidoglossum och familjen orkidéer. Inga underarter finns listade i Catalogue of Life.